# Vladivoj Tomek

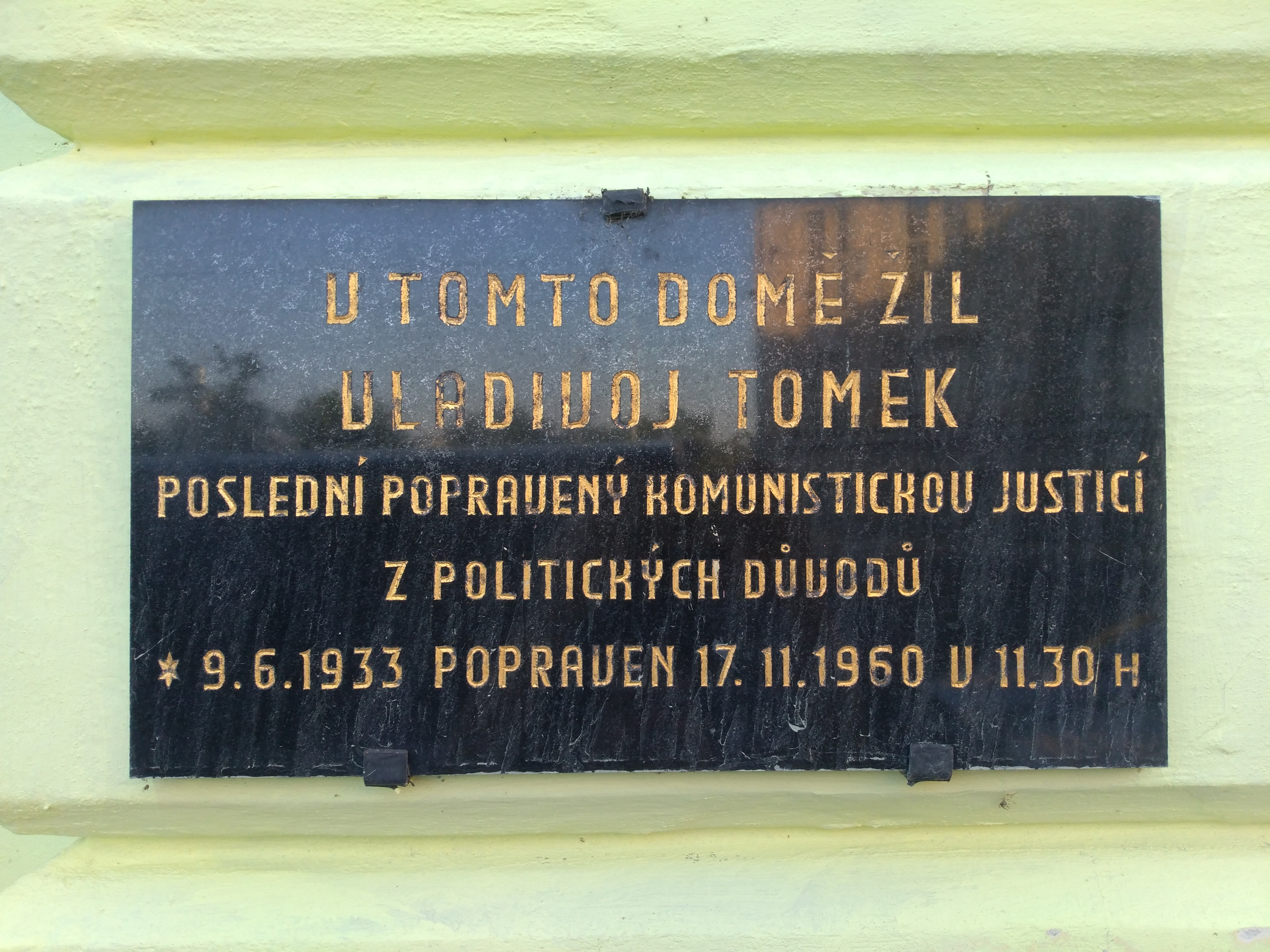
Pamětní deska v ulici Dukelských hrdinů číslo popisné 349/15 v Praze 7

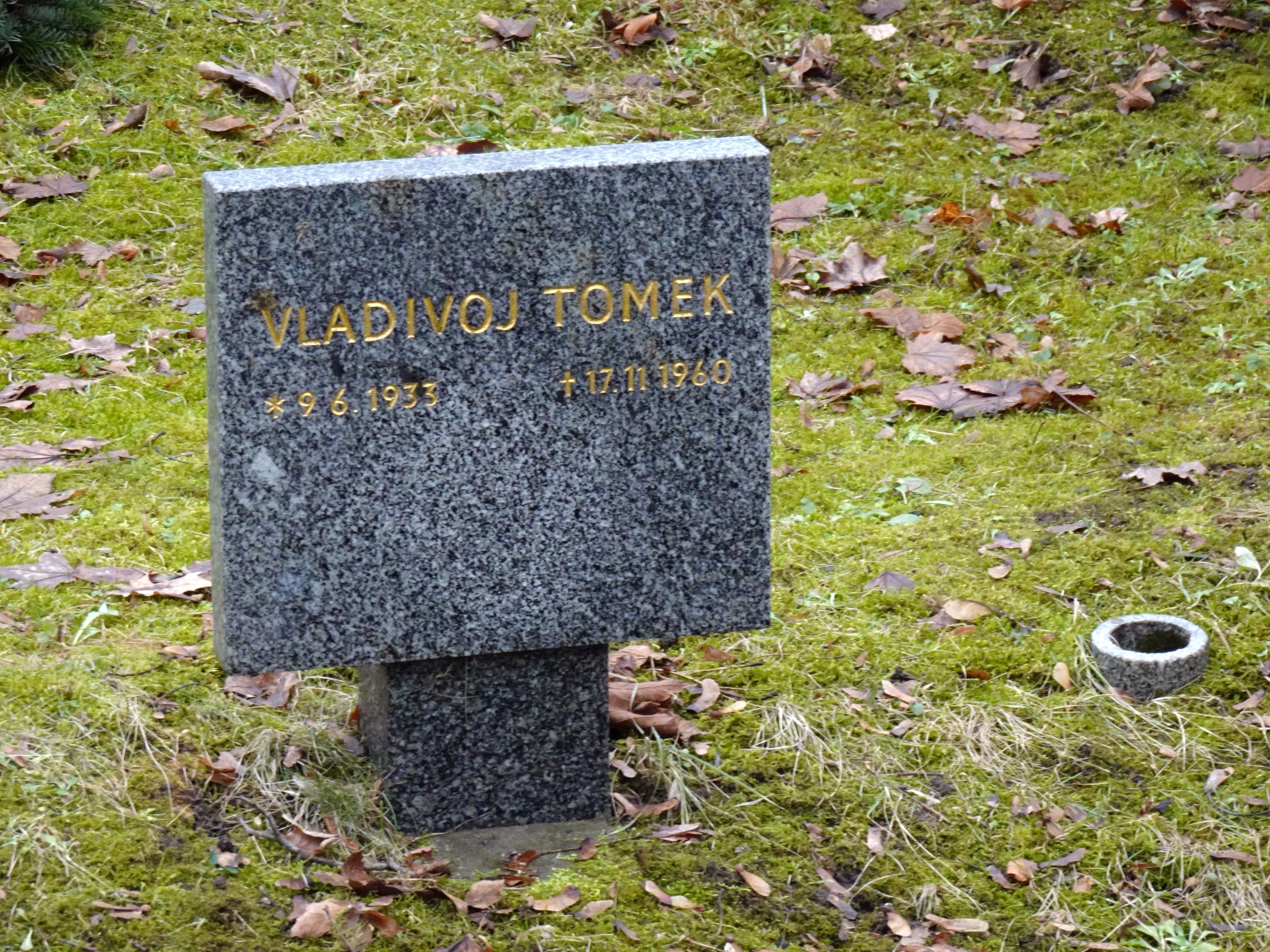
Symbolický náhrobek Vladivoje Tomka na Čestném pohřebišti popravených a umučených z padesátých let – třetí odboj

Vladivoj Tomek (9. června 1933 Praha – 17. listopadu 1960 Praha, Pankrácká věznice) byl skaut, odpůrce československého komunistického režimu odsouzený za trestné činy velezrada, vražda, padělání a pozměňování platidel. Podle některých názorů je Tomek poslední osobou popravenou československou komunistickou justicí z politických důvodů.

## Životopis

### Činnost Vladivoje Tomka
Již jako mladistvý vystupoval proti komunistickému režimu (například karikatury politiků apod.). Dne 16. prosince 1952 se třemi kamarády potkal v tramvaji čtyři vojáky, které chtěl odzbrojit. Dva z nich souhlasili a zbraně jim vydali, ovšem druzí dva se je pokoušeli zastavit. Poté, co se jeden z vojáků pokoušel střílet, začali utíkat a jednoho vojáka buď Tomek nebo jeho kamarád zastřelil a dalšího zranil. Se svou skupinou chtěl Tomek dále podnikat protikomunistické záškodnické akce. Plán na bombový útok na ÚV KSČ byl však přerušen z důvodu rozdrcení Maďarského povstání.

### Zatčení a soudní proces
Zatčen byl dne 18. prosince 1959. Členové odbojové skupiny byli obžalováni z velezrady, vraždy, padělání a pozměňování platidel. On sám projevil ochotu učinit doznání, které bylo poprvé v dějinách československé kriminalistiky zaznamenáno pomocí magnetofonu.
Řádný soud na základě zajištěných důkazů se v podstatě ztotožnil s názory obžaloby. Členům Tomkovy skupiny – kromě něj samotného – vyměřil tresty odnětí svobody od 2,5 do 25 let nepodmíněně, propadnutí veškerého jmění, ztrátu vojenských hodností a ztrátu čestných práv na dobu 3 let po odpykání trestu.
V jeho případě soud přihlédl k míře jeho iniciativy a závěrům posudku, který jej charakterizoval – mimo jiné – jako jedince, jehož ponecháním v lidské společnosti by dále byly ohrožovány lidově demokratický společenský řád a životy lidí a jehož náprava není možná. Tomek byl odsouzen podle § 78 odstavce 3 a 5, § 216, § 139 odstavce 1 trestního zákona s přihlédnutím § 22 odstavci 1 k trestu smrti, prezident republiky Antonín Novotný mu neudělil milost a poprava byla vykonána 17. listopadu 1960 (výkon trestu byl nařízen na 11:50; v tomto případě nebylo dodrženo nařízení popravovat za úsvitu).

Vězeňská identifikační fotografie Vladivoje Tomka (rok 1959)
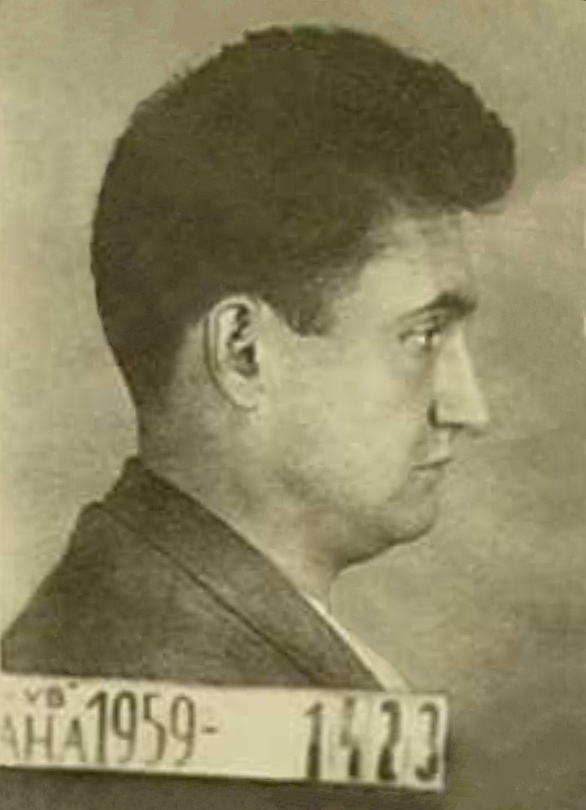
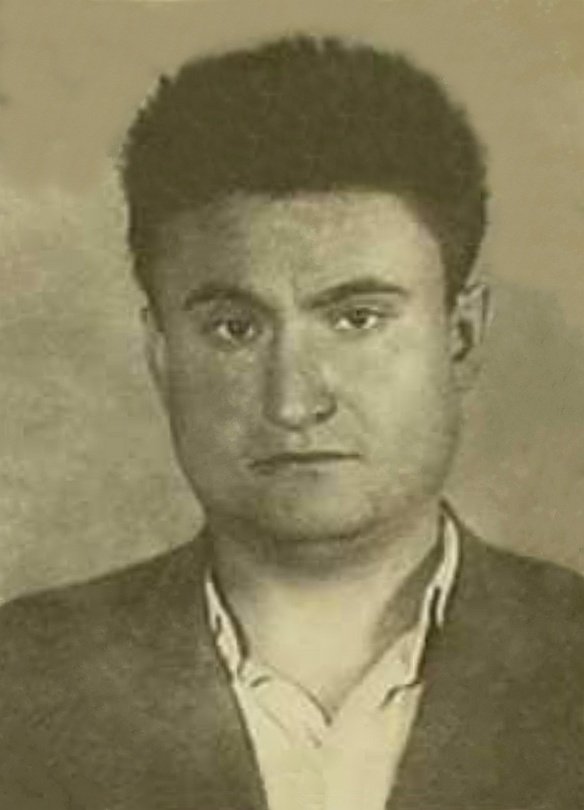
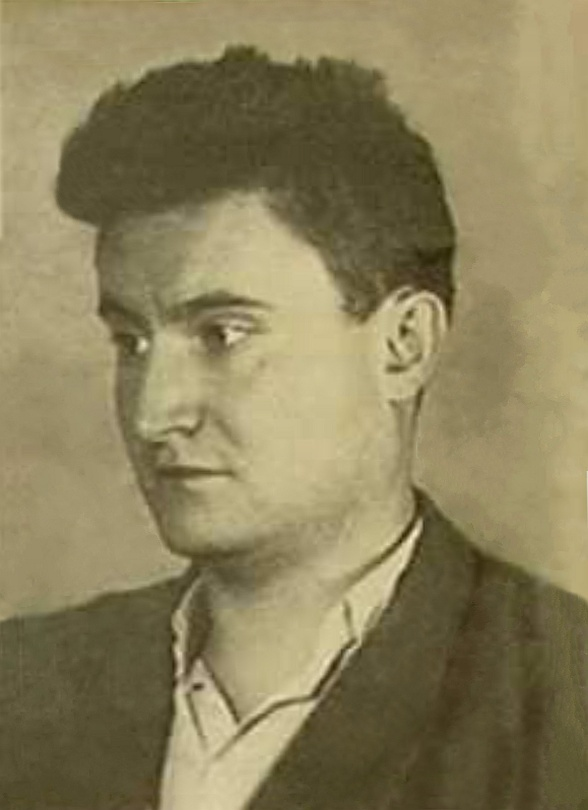

Urna s popelem Vladivoje Tomka byla převzata státními orgány. Její další osud není znám. Na Čestném pohřebišti na pražském Ďáblickém hřbitově se nachází Tomkův symbolický hrob. Tamní symbolické náhrobky odkazují na zemřelé politické vězně bez ohledu na jejich skutečné místo pohřbení.

## Publicita
O popravě nebyla vydána tisková zpráva; věc byla široké veřejnosti prakticky neznámá až do Sametové revoluce. Dodnes nebyly okolnosti případu dostatečně vědecky studovány. 
V roce 1967 však v 50 000 nákladu vyšla prorežimně naladěná kniha autorů Romana Cílka a Jaromíra Křivana s názvem Smrtelný byl druhý zásah.
V roce 2001 byla v Praze Tomkovi odhalena pamětní deska v Praze 7 (U Krále železnic).

## Rodina
Byl bratrancem Vladimíra Bystrova.
Jeho strýc Nikolaj Bystrov byl vězněn v gulagu.